# Tomonori Hirayama
Tomonori Hirayama (født 9. januar 1978) er en tidligere japansk fodboldspiller.
Han har spillet for flere forskellige klubber i sin karriere, herunder Kashiwa Reysol.